# Burg Warth
Die Burg Warth (auch Burg Wart; italienisch Castel Guardia) und die nahe gelegene Altenburg sicherten die direkt unterhalb im Warttal verlaufende, wichtige Nord-Süd-Verbindungsstraße von Bozen ins Überetsch und über den Mendelpass ins Trentiner Nonstal. Die kleine Höhenburg liegt auf dem Gebiet der Fraktion St. Pauls in der Großgemeinde Eppan bei Bozen in Südtirol (Italien).

## Lage
Die kleine Höhen- bzw. Gipfelburg befindet sich auf einem markanten Moränenhügel, der direkt neben der SS42 im Warttal liegt. Durch eine leichte Senke getrennt bildet die Ruine der Altenburg ihr Gegenstück, beide liegen südöstlich der Eppaner Fraktion St. Pauls.

## Geschichte

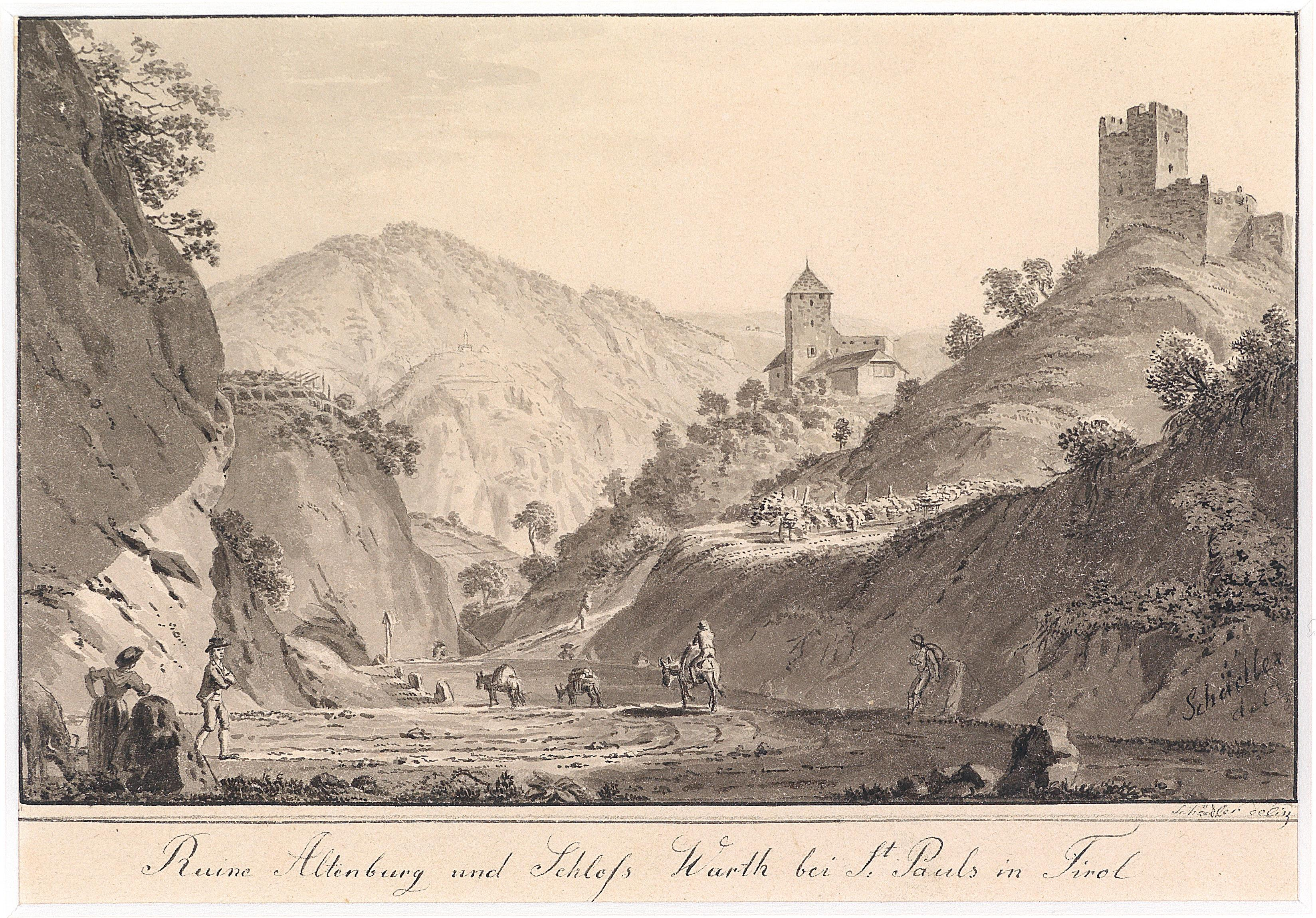
Ruine Altenburg und Burg Warth bei St. Pauls in Südtirol

Im 12. Jahrhundert befand sich auf dem späteren Burgplatz ein bewehrter Hof, welcher 1194 von den Grafen von Eppan an ihren Lehnsherren Konrad II. von Beseno, Bischof von Trient, übergeben wurde. 1211 erhielten die Eppaner diesen als Lehen wieder zurück. Um 1250 kam der Hof an die Grafen von Tirol. Der Niederadelige Ulrich von Altenburg errichtete die Burg um 1250 an der Stelle des bewehrten Hofes. Sie besteht aus dem bewohnbaren Bergfried, einem Palas und einer Ringmauer. Ulrichs Sohn Arnold verkaufte die Burg an Peter Warter. 1267 werden die Herren von Wart erstmals urkundlich erwähnt. 1289 fungiert das „castrum de Warte“ als Beurkundungsort. Nach dem Aussterben der Herren von Wart erwarb Johann von Goldegg 1390 die Burg. Mitte des 15. Jahrhunderts waren die Herren von Weineck Burgeigentümer. Sie ließen vermutlich die ersten größeren Umbauarbeiten vornehmen und errichteten das Gebäude an der Nordspitze des Burgplatzes. 1536 ging die Burg an die Grafen Künigl zu Ehrenburg über. Im 16./17. Jahrhundert wurden die Wirtschaftsbauten errichtet. Bergfried und Palas wurden innen renoviert und erhielten dekorative Ausmalungen und hölzerne Täfelungen, an den Torbau der Erker angebaut. 1954 erwarb die Familie Frank die Burg von den Grafen Künigl, nach der Sanierung und Renovierung werden in der Burg Ferienwohnungen vermietet.

## Anlage
Den ältesten Teil bilden ein über 18 Meter hoher quadratischer Viereckturm mit vier Stockwerken und der bewohnbare Bergfried. Diese umgeben mit einem kleinen Tortrakt, dem Palas und einem kleinen Stück Ringmauer einen Binnenhof. Nach Norden ähnelt die Burg einem Schiffsrumpf. Der Bergfrit hat zuunterst ein gewölbtes finsteres Verlies, das durch eine Tür des Kellers vom Palas aus zugänglich ist. In den oberen Geschoßen werden die Räume durch viereckige Fenster belichtet und waren damit schon immer bewohnbar. Vom Dachboden des Palas und aus dem Torbau ermöglichen zwei steingerahmte Rundbogentüren den Zugang zu den Obergeschoßen. Im Hof führt eine Freitreppe in den Flur des Obergeschoßes.
Bemerkenswert sind Fenster mit Seitensitzen und Zierbordüren aus dem 14. Jahrhundert und eine holzgetäfelte Stube von 1613.